# تاپ فیول (مسابقات درگ)

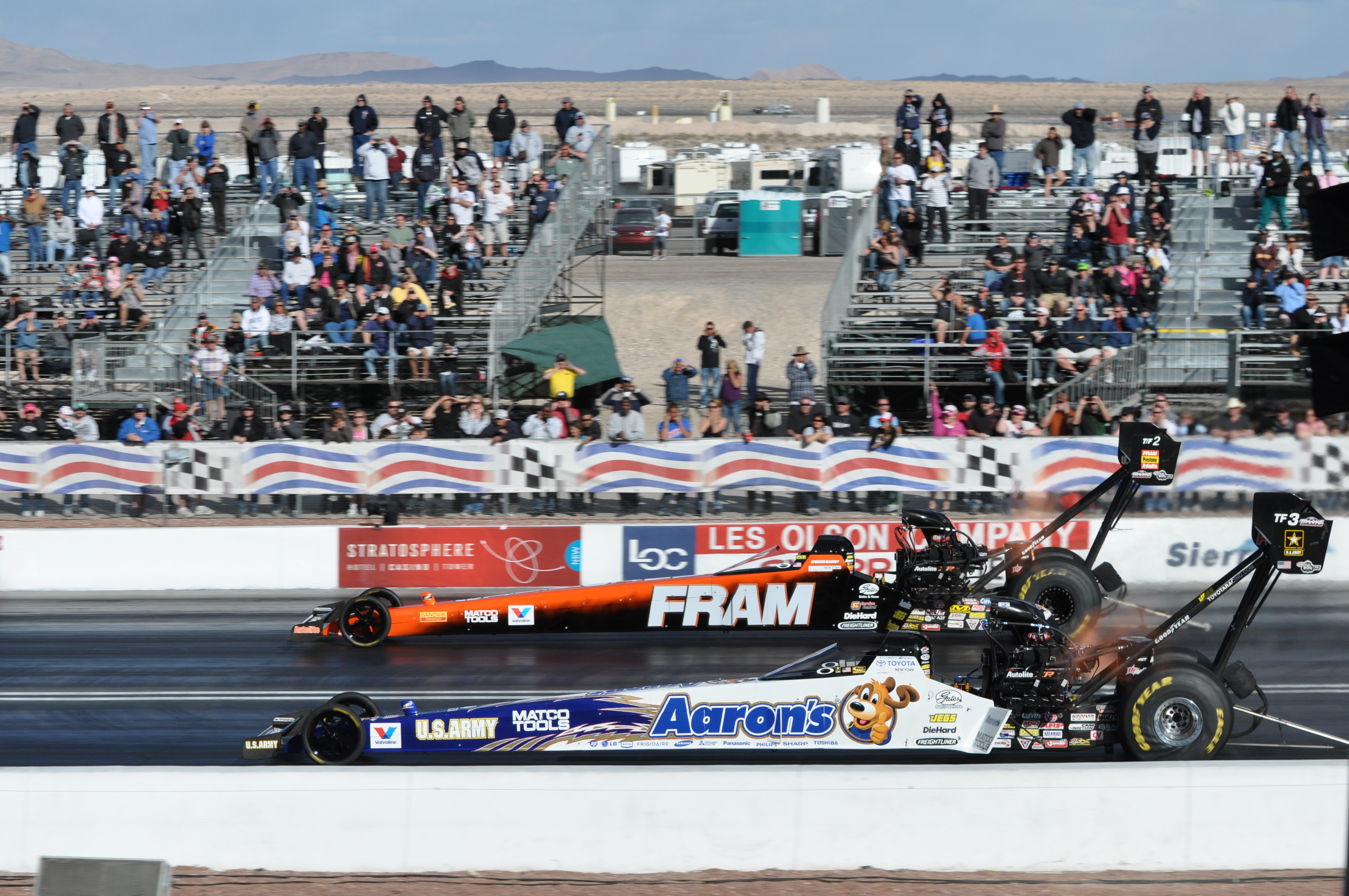
دو درگستر تاپ فیول در کنار هم

تاپ فیول (به انگلیسی :Top fuel) نوعی از مسابقات درگ است، که رانندگان حرفه‌ای در آن با سریع‌ترین خودروهای مسابقه‌ای شتابدار، در جهان به رقابت می‌پردازند. در دسته‌های مسابقات درگ سریع‌ترین رقبا، در پایانِ ۱٬۰۰۰ فوت (۳۰۴٫۸ متر) در ۳٫۶۲ ثانیه به سرعت ۳۳۵ مایل بر ساعت (۵۳۹/۱ کیلومتر بر ساعت) می‌رسند. این مسابقات در سال‌های اخیر طرفداران زیادی پیدا کرده و سالانه مبالغ زیادی صرف برگزاری آن‌ها می‌شود.
یک کِشنده سوخت می‌تواند از حالت سکون تا ۱۰۰ مایل بر ساعت (۱۶۰٫۹ کیلومتر بر ساعت) در کمتر از ۰٫۸ ثانیه شتاب بگیرد و تا ۲۹۷ مایل بر ساعت (۴۷۸٫۰ کیلومتر بر ساعت) حرکت کند. در فاصله ۶۶۰ فوت از مسیر مسابقه راننده در معرض شتاب متوسط حدود ۴٫۰ گرانش استاندارد (۳۹ متر بر مجذور ثانیه) قرار می‌گیرد، که معادل با اوج بیش از ۵٫۶ گرانش استاندارد (۵۵ متر بر مجذور ثانیه) می‌باشد.
به دلیل چن یا ابلیس بین سرعت بالایی، شرکت‌کنندگان در این کلاس منحصراً تا ۱٬۰۰۰ فوت (۳۰۴٫۸ متر) از مسیر مسابقه را طی می‌کنند. این قانون در سال ۲۰۰۸ توسط انجمن ملی هات راد(hot road)، پس از تصادف مرگبار راننده اتومبیل اسکات کالیت در طی یک جلسه مقدماتی که در پارک قدیمی شهر بریج در انگلیش تاون (نیوجرسی) رخ داد، تغییر کرد. کاهش مسافت توسط فیا در برخی از پیست‌ها مورد استفاده قرار گرفت و این قانون از سال ۲۰۱۲ تاکنون مسافت استاندارد تاپ فیول معرفی می‌شود. انجمن بین‌المللی هات راد که در آن زمان Top Fuel را در استرالیا تحریم کرده‌بود، در سپتامبر ۲۰۱۷ پس از اینکه سانتو راپیساردا (مالک خودرویی که اغلب مسابقات NHRA را در ایالات متحده اجرا کرده بود) خودرو خود را برای تغییر فشار آورده بود، مسافت ۱/۴ مایلی از مسیر مسابقه را کاهش داد. در مسابقات اتومبیل رانی فرمول یک، همانند انجمن محلّی کشور انگلیس و آمریکا مسابقات تاپ فیول و درگ نیز انجام می‌گیرد. همچنین قوانین برندینگ پوشش دهی FIA تغییر کرد تا به شرکت‌کنندگان در این مسابقات با شتاب‌گیری هیجان بیشتری بخشد.

## مسابقات تاپ فیول

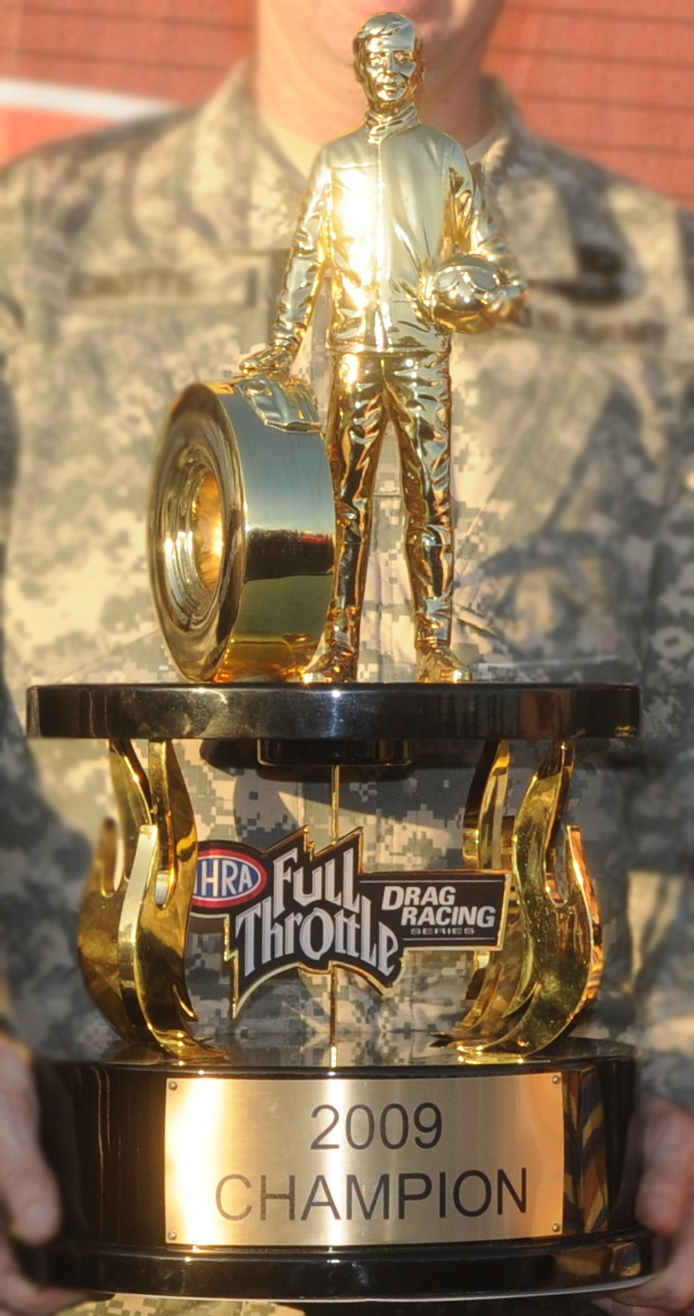
جایزه قهرمانی NHRA Top Fuel 2009

قبل از حرکت درگسترها، مسابقه‌دهنده‌ها اغلب برن اوت را انجام می‌دهند، تا لاستیک‌ها را گرم کنند. علاوه بر این، برن اوت لایه ای از لاستیک تازه را روی سطح مسیر اعمال می‌کنند که کشش را در حین لانچ بسیار بهبود می‌بخشد.
حداکثر دریچه گاز و دور در دقیقه گازهای خروجی از اگزوز از هدرزهای باز، حدود ۹۰۰–۱٬۱۰۰ پوند-نیرو (۴٫۰–۴٫۹ کیلونیوتن) استفاده می‌کند که نیروی رو به پایین زیادی تولید می‌کند. ایرفویل عظیم جلو و پشت چرخ‌های عقب نیز نیروی بسیار بیشتری حدود ۱۲٬۰۰۰ پوند-نیرو (۵۳٫۴ کیلونیوتن) تولید می‌کند تا ماشین به سرعت حدود ۳۳۰ مایل بر ساعت (۵۳۱٫۱ کیلومتر بر ساعت) می‌رسد.
موتور یک درگستر با دریچه گاز Top Fuel حدود ۱۵۰ دسی بل صدا تولید می‌کند که می‌تواند باعث درد فیزیکی یا حتی آسیب دائمی شود. صدایی که نه‌تنها شنیده می‌شود، بلکه به صورت ارتعاش‌های کوبنده در سراسر بدن فرد حس می‌شود.
تجربه تماشای یک درگستر Top Fuel طوری است که قبل از لانچ، صدا به گونه ای ست که گویی کل مسیر درگ در حال بمباران است.، گویندگان مسابقه معمولاً به تماشاگران توصیه می‌کنند که گوش‌های خود را بپوشانند. اغلب در ورودی مسابقات Top Fuel به تماشگران گوش بند داده می‌شود.
درگسترها، حداکثر فاصله بین دو محور ۳۰۰ اینچ (۷٫۶ متر) را دارا هستند.
در حال حاضر پرکارترین راننده فعال در Top Fuel تونی شوماخر است.

## سوخت
از سال ۲۰۱۵ مقررات NHRA، ترکیب سوخت را به حداکثر ۹۰٪ نیترومتان محدود کرد. بقیه ترکیبات عمدتاً متانول است. با این حال این مخلوط اجباری نبوده و در صورت تمایل امکان استفاده کمی از نیترومتان وجود دارد. در حالی که نیترومتان چگالی انرژی بسیار کمتری معادل ۱۱٫۲ مگاژول بر کیلوگرم (۱٫۲۱ مگاکالری (گرماشیمیایی) بر پوند) نسبت به بنزین و متانول دارد و درمقابل بنزین با مشخصهٔ ۴۴ مگاژول بر کیلوگرم (۴٫۸ مگاکالری (گرماشیمیایی) بر پوند)، یا متانول با مشخصهٔ ۲۲٫۷ مگاژول بر کیلوگرم (۲٫۴۶ مگاکالری (گرماشیمیایی) بر پوند)، می‌توان نتیجه گرفت که موتوری که نیترومتان می‌سوزاند می‌تواند تا ۲٫۴ برابر توانایی تولید قدرت بیشتری از یک موتور معمولی داشته باشد. این امر با این واقعیت امکان‌پذیر است که موتور علاوه بر سوخت برای تولید نیرو به اکسیژن نیز نیاز دارد.
برای سوزاندن یک کیلوگرم بنزین ۱۴٫۷ کیلوگرم (۳۲ پوند) هوا معادل ۲۱٪ اکسیژن مورد نیاز است. این در حالی است که تنها با ۱٫۷ کیلوگرم (۳٫۷ پوند) هوا برای یک کیلوگرم نیترومتان، که برخلاف بنزین در ترکیب مولکولی خود اکسیژن دارد، برای مقدار معینی از هوای مصرف شده، یک موتور می‌تواند ۷٫۶ برابر بیشتر از بنزین نیترومتان بسوزاند.
نیترومتان همچنین دارای گرمای نهان تبخیر بالایی است. به این معنی که موتور گرمای قابل توجهی را در حین تبخیر جذب می‌کند و مکانیزم خنک‌کننده ارزشمندی را ارائه می‌کند. سرعت شعله آرام و دمای احتراق بالاتر از بنزین به ترتیب در ۰٫۵ متر بر ثانیه (۱٫۶ فوت بر ثانیه) است و ۲٬۴۰۰ درجه سلسیوس (۴٬۳۵۰ درجه فارنهایت) می‌باشد. توان خروجی را می‌توان با استفاده از مخلوط‌های بسیار غنی هوا و سوخت افزایش داد. همچنین این سوخت و هوای فشرده می‌تواند به جلوگیری از پیش اشتعال (پدیده ناک)، که اغلب هنگام استفاده از نیترومتان مشکل ساز است کمک کند.
به دلیل سرعت سوختن نسبتاً آهسته نیترومتان، مخلوط‌های سوخت بسیار غنی اغلب به‌طور کامل مشتعل نمی‌شوند و مقداری از نیترومتان باقی‌مانده می‌تواند از لوله اگزوز خارج شده و در تماس با اکسیژن اتمسفر مشتعل شود و با یک شعله زرد مشخص بسوزد. علاوه بر این، پس از احتراق سوخت کافی برای مصرف تمام اکسیژن موجود، نیترومتان می‌تواند در غیاب اکسیژن اتمسفر احتراق ایجاد کند و هیدروژن تولید کند که اغلب می‌تواند در شب از لوله‌های اگزوز به عنوان یک شعله سفید روشن دیده شود. در یک خودروی تاپ فیول معمولی موتور می‌تواند بین ۱۲ گالون آمریکایی (۴۵٫۴۲ لیتر) سوخت در حین گرم کردن و ۲۲٫۷۵ گالون آمریکایی (۸۶٫۱۲ لیتر)، برن اوت و لانچ یک چهارم مایل مصرف کند.

## موتورهای تاپ فیول

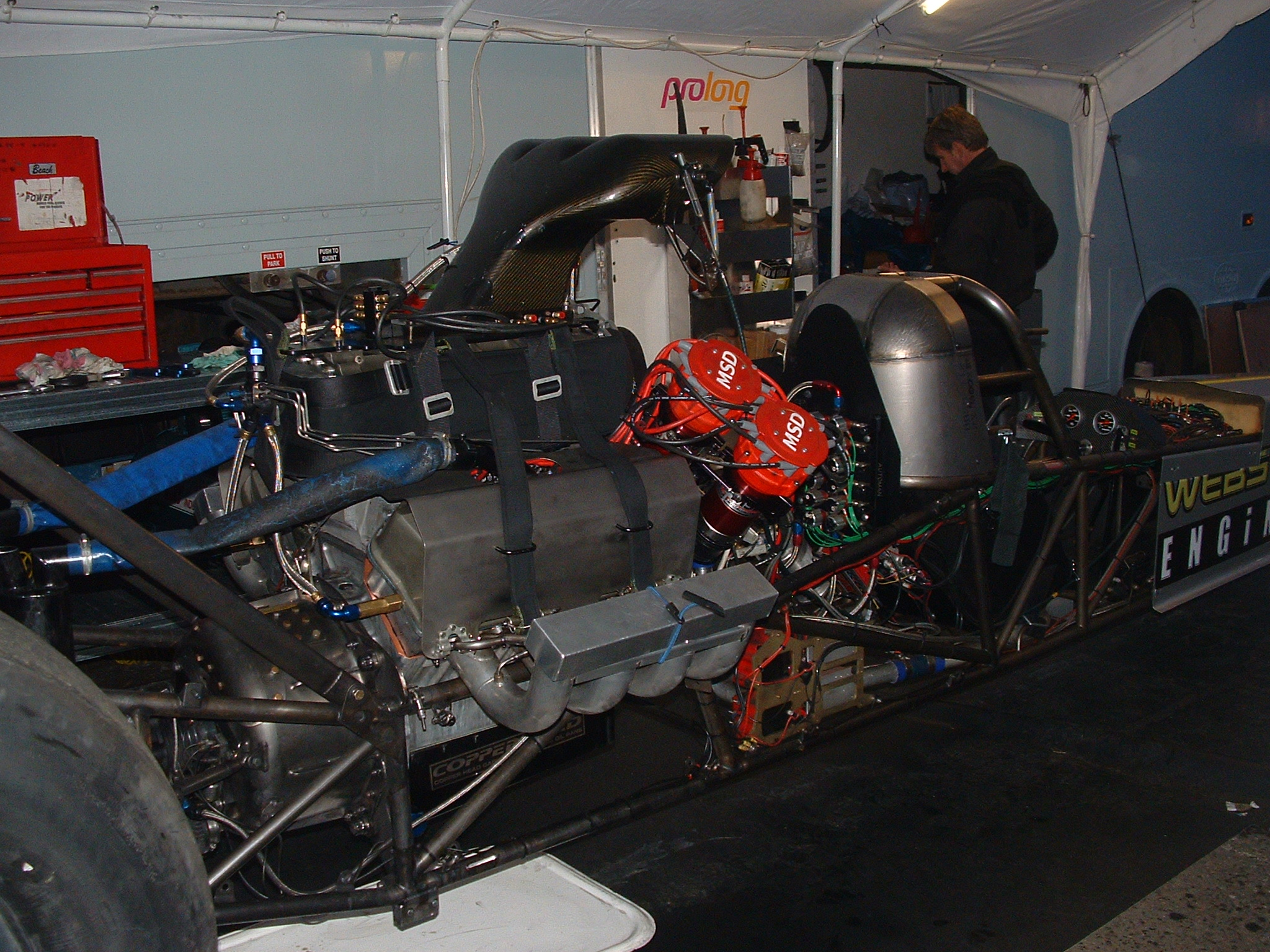
موتور یک خودروی تاپ فیول

### قوانین
مانند بسیاری دیگر از فرمول‌های ورزش‌های موتوری که در ایالات متحده منشأ می‌گیرند، مسابقات درگ که توسط NHRA تأیید شده‌اند، از محدودیت‌های سنگین در پیکربندی موتور حمایت می‌کنند، که گاهی به ضرر توسعه فناوری است. در برخی موارد، تیم‌ها ملزم به استفاده از فناوری‌هایی هستند که ممکن است چندین دهه قدمت داشته باشند، منجر به خودروهایی می‌شود که ممکن است به‌طور قابل ملاحظه‌ای کمتر از خودروهای معمولی خانواده پیشرفته به نظر برسند. با این حال، در حالی که برخی از جنبه‌های اصلی پیکربندی موتور به شدت محدود شده‌اند، سایر فناوری‌ها، مانند تزریق سوخت، عملکرد کلاچ، احتراق، و مواد و طراحی خودرو، در حال توسعه دائمی هستند.
قوانین رقابت NHRA حجم موتور را به ۵۰۰ اینچ مکعب (۸٫۱۹ لیتر). ۴٫۱۸۷۵-اینچ (۱۰۶٫۳۶-میلیمتر) با سوراخ ۴٫۵-اینچ (۱۱۴٫۳۰-میلیمتر) ابعاد مرسوم است. نشان داده شده است که سوراخ‌های بزرگتر بلوک سیلندر را ضعیف می‌کند. نسبت تراکم حدود ۶٫۵:۱ است، همان‌طور که در موتورهایی با سوپرشارژرهای Roots-type overdriven معمول است.

### موتور
موتوری که برای نیرو دادن به خودروهای مسابقه‌ای Top Fuel درگ بر پایه نسل دوم کرایسلر RB Hemi استفاده می‌شود، منحصراً از قطعات تخصصی ساخته شده است و پیکربندی اولیه را با دو سوپاپ در هر سیلندر (SOHC) که توسط میله‌های فشار از یک میل بادامک مرکزی فعال می‌شود، حفظ می‌کند. این موتور دارای محفظه‌های احتراق نیم‌کره‌ای است که ۵۸ درجه به سمت بیرون است.
این بلوک از یک قطعه آلومینیوم آهنگری ساخته شده است. دارای آسترهای چدنی انعطاف‌پذیر با پرس نصب شده است. هیچ گذرگاه آبی در بلوک وجود ندارد که استحکام و سفتی قابل توجهی را اضافه کند. موتور توسط ورودی مخلوط هوا/سوخت و روغن روان‌کننده خنک می‌شود. مانند Hemi اصلی، بلوک سیلندر مسابقه ای دارای یک دامن عمیق برای استحکام است. پنج درپوش اصلی یاتاقان وجود دارد که با گل میخ‌های فولادی استاندارد هواپیما، با گل میخ‌های اصلی تقویت کننده اضافی و پیچ‌های جانبی (" صلیبی پیچ و مهره ") بسته می‌شوند.
سر سیلندرها از شمش‌های آلومینیومی ماشین کاری شده‌اند. به این ترتیب، آنها نیز فاقد دریچه‌های آب هستند و برای خنک کردن خود به‌طور کامل به مخلوط هوا/سوخت ورودی و روغن روان‌کننده متکی هستند. طرح اصلی کرایسلر از دو سوپاپ بزرگ در هر سیلندر استفاده شده است. سوپاپ ورودی از تیتانیوم جامد و اگزوز از جامد Nimonic 80A یا مشابه ساخته شده است. سیت سوپاپ از چدن نشکن هستند. اندازه سوپاپ برای ورودی حدود ۲٫۴۵ اینچ (۶۲٫۲۳ میلیمتر) است و برای اگزوز ۱٫۹۲۵ اینچ (۴۸٫۹۰ میلیمتر). در پورت‌ها لوله‌های یکپارچه برای فشار میله‌ها وجود دارد. سرها توسط واشرهای مسی و اورینگ های فولادی ضدزنگ به بلوک مهر و موم می‌شوند. محکم کردن سرها به بلوک با ناودانی و مهره‌های فولادی درجه‌بندی شده و مورد استفاده در هواپیما انجام می‌شود.
میل بادامک از فولاد بیلت است که از کربن ۸۶۲۰ یا فولاد ابزار سخت شده S7 یا مشابه آن ساخته شده است. این در پنج پوسته یاتاقان روغن‌کاری شده با فشار روغن کار می‌کند و توسط چرخ‌دنده‌های جلوی موتور به حرکت در می‌آید. بالابرهای غلطکی مکانیکی (پیروهای بادامک) روی لوب‌های بادامک سوار می‌شوند و میله‌های فشار فولادی را به سمت بازوهای چرخان فولادی که سوپاپ‌ها را فعال می‌کنند، هدایت می‌کنند. اسبک‌ها از نوع نوک غلتکی در طرف ورودی و اگزوز هستند. مانند غلتک‌های دنباله دار، غلتک نوک فولادی روی یک غلتک فولادی می‌چرخد و بازوهای راکر فولادی روی یک جفت شفت فولادی ابزار سخت شده در داخل بوش‌های برنزی می‌چرخند. اسبک‌های ورودی و اگزوز بیلت هستند. فنرهای دو سوپاپ از نوع کواکسیال و از تیتانیوم ساخته شده‌اند. نگهدارنده‌های سوپاپ همچنین از تیتانیوم ساخته شده‌اند.
در میل لنگ از استیل بیلت استفاده می‌شود. همه آن‌ها دارای یک صفحه متقاطع با پیکربندی ۹۰ درجه هستند و در پنج پوسته یاتاقان معمولی کار می‌کنند. میل لنگ ۱۸۰ درجه امتحان شده است. به دلیل سهولت چیدمان یک سیستم اگزوز با ضربان یکنواخت، میل لنگ ۱۸۰ درجه می‌تواند قدرت بیشتری را در موتورهایی با اگزوز در حال تعامل ارائه دهد. با این حال این به موتورهای Top Fuel با لوله‌های اگزوز جداگانه برای هر سیلندر مربوط نمی‌شود. میل لنگ ۱۸۰ درجه حدود ۱۰ کیلوگرم (۲۲ پوند) است سبک‌تر از میل لنگ ۹۰ درجه، اما لرزش زیادی ایجاد می‌کنند. قدرت یک میل لنگ بالای سوخت به حدی است که در یک حادثه، کل بلوک موتور در هنگام خرابی موتور باز شده و از خودرو منفجر شد و میل لنگ با هر هشت شاتون و پیستون همچنان به کلاچ پیچ شده بود.
پیستون‌ها از آلومینیوم آهنگری ساخته شده‌اند. آنها دارای سه حلقه هستند و دکمه‌های آلومینیومی ۱٫۱۵۶ در ۳٫۳۰۰ اینچ (۲۹٫۳۶ در ۸۳٫۸۲ میلیمتر) پین مچ فولادی را حفظ می‌کنند. پیستون آنودایز شده و تفلون پوشانده شده است تا در حین عملیات بار رانش بالا که با آن مواجه می‌شویم، از گالینگ جلوگیری شود. حلقه بالایی یک حلقه بخش L شکل "Dykes" است که مهر و موم خوبی را در حین احتراق ایجاد می‌کند، اما حلقه دوم باید برای جلوگیری از ورود روغن بیش از حد به محفظه احتراق در حین ضربه‌های ورودی استفاده شود، زیرا حلقه به سبک دایکز معکوس کمتر از حد مطلوب را ارائه می‌دهد. آب‌بندی گاز/روغن حلقه سوم یک حلقه خراش‌دهنده روغن است که وظیفه آن خراش دادن بیشتر لایه روغن از دیواره سیلندر هنگام پایین آمدن پیستون است تا از قرار گرفتن روغن در معرض گرمای احتراق و آلودگی دور بعدی سوخت/هوا جلوگیری کند. این "خراش دادن روغن" همچنین یک مرحله کلیدی حذف گرما را برای دیواره‌های سیلندر و رکاب‌های پیستون فراهم می‌کند، وقتی که پیستون پس از BDC به سمت بالا حرکت می‌کند، لایه روغن تجدید می‌شود.
میله‌های اتصال از آلومینیوم آهنگری هستند و مقداری میرایی ضربه را ایجاد می‌کنند، به همین دلیل است که از آلومینیوم به جای تیتانیوم استفاده می‌شود، زیرا میله‌های اتصال تیتانیوم مقدار زیادی از ضربه احتراق را به یاتاقان‌های میله انتهای بزرگ منتقل می‌کنند. یاتاقان‌ها و در نتیجه میل لنگ و بلوک را به خطر می‌اندازد. هر میله کانکس دارای دو پیچ است، یاتاقان‌های پوسته‌ای برای انتهای بزرگ در حالی که پین مستقیماً در میله کار می‌کند.

### سوپرشارژرها
سوپرشارژر باید از نوع Roots دمنده ۱۴–۷۱ باشد. لوب‌های پیچ خورده دارد و توسط یک کمربند دندانه‌دار هدایت می‌شود. سوپرشارژر کمی به سمت عقب منحرف شده است تا توزیع یکنواخت هوا را فراهم کند. فشار منیفولد مطلق معمولاً ۵۶–۶۶ پوند بر اینچ مربع (۳۸۶–۴۵۵ کیلوپاسکال)، اما تا ۷۴ پوند بر اینچ مربع (۵۱۰ کیلوپاسکال) امکان‌پذیر است. منیفولد با ۲۰۰ پوند بر اینچ مربع (۱٬۳۷۹ کیلوپاسکال) نصب شده است. ترکیدگی صفحه هوا از پروانه‌های دریچه گاز با مساحت حداکثر ۶۵ اینچ مربع (۴۱٬۹۳۵ مترمیلی مربع) به کمپرسور تغذیه می‌شود. در حداکثر فشار، تقریباً ۱٬۰۰۰ اسب بخار (۷۴۵٫۷ کیلووات) می‌گیرد که برای به حرکت درآوردن سوپرشارژر به کار گرفته می‌شود.
این سوپرشارژرها در واقع مشتقات دمنده‌های هوای جابجا کننده جنرال موتورز برای موتورهای دیزلی دو زمانه آنها هستند که در روزهای اولیه ورزش برای استفاده در خودروها اقتباس شده بودند. نام مدل این سوپرشارژرها اندازه آنها را مشخص می‌کند – دمنده‌های ۶–۷۱ و ۴–۷۱ که زمانی رایج استفاده می‌شدند برای دیزل‌های جنرال موتورز با شش سیلندر ۷۱ اینچ مکعب (۱٫۱۶ لیتر) طراحی شده بودند. هر کدام و چهار سیلندر ۷۱ اینچ مکعب (۱٫۱۶ لیتر) هر کدام به ترتیب؛ بنابراین، طراحی ۱۴–۷۱ که در حال حاضر مورد استفاده قرار می‌گیرد، می‌تواند افزایش عظیمی در تحویل نیرو نسبت به طرح‌های اولیه داشته باشد، که به‌طور هدفمند برای نیروگاه‌های کامیون دیترویت GM ساخته شده‌اند.

### احتراق و زمان‌بندی
مخلوط هوا/سوخت توسط دو عدد شمع ۱۴-میلیمتر (۰٫۵۵-اینچ) در هر سیلندر مشتعل می‌شود. این دوشاخه‌ها توسط دو مگنت ۴۴ آمپری کار می‌کنند. زمان اشتعال معمولی ۵۸–۶۵ درجه نقطه مرگ است (این سرعت جرقه به‌طور چشمگیری بیشتر از موتورهای بنزینی است زیرا «نیترو» و الکل بسیار کندتر می‌سوزند). دقیقاً پس از پرتاب، زمان‌بندی معمولاً برای مدت کوتاهی حدود ۲۵ درجه کاهش می‌یابد زیرا به لاستیک‌ها زمان می‌دهد تا به شکل صحیح خود برسند. سیستم جرقه‌زنی دور موتور را به ۸۴۰۰ دور در دقیقه محدود می‌کند. سیستم جرقه‌زنی ۶۰۰۰۰ ولت اولیه و ۱٫۲ آمپر را تأمین می‌کند. جرقه طولانی مدت (تا ۲۶ درجه) انرژی ۹۵۰ میلیژول (۰٫۲۳ calories (thermochemical))) را فراهم می‌کند. دوشاخه‌ها به گونه ای قرار می‌گیرند که با شارژ ورودی خنک می‌شوند. سیستم جرقه زنی مجاز نیست به اطلاعات بی‌درنگ پاسخ دهد (بدون تنظیم سرب جرقه مبتنی بر کامپیوتر)، بنابراین در عوض از یک سیستم تأخیری مبتنی بر تایمر استفاده می‌شود.

### اگزوز
این موتور دارای هشت لوله اگزوز باز مجزا، ۲٫۷۵ اینچ (۶۹٫۸۵ میلیمتر) است در قطر و ۱۸ اینچ (۴۵۷٫۲۰ میلیمتر) طول. این‌ها از فولاد ساخته شده و مجهز به ترموکوپل برای اندازه‌گیری دمای گازهای خروجی هستند. به آنها «زومی» می‌گویند و گازهای خروجی اگزوز به سمت بالا و عقب هدایت می‌شوند. دمای اگزوز حدود ۵۰۰ درجه فارنهایت (۲۶۰ درجه سلسیوس) است در حالت بیکار و ۱٬۷۹۶ درجه فارنهایت (۹۸۰ درجه سلسیوس) در پایان یک اجرا. در طول یک رویداد شبانه، می‌توان دید که نیترومتان کند سوز شعله‌های آتش را از لوله‌های اگزوز خارج می‌کند.
موتور حدود ۸۰ ثانیه گرم می‌شود. پس از گرم شدن درپوش سوپاپ‌ها، روغن تعویض شده و خودرو سوخت‌گیری می‌شود. حرکت شامل گرم شدن لاستیک حدود ۱۰۰ ثانیه است که منجر به یک دور در حدود سه دقیقه می‌شود. پس از هر دور، کل موتور جدا شده و مورد بررسی قرار می‌گیرد و قطعات فرسوده یا آسیب دیده جایگزین می‌شوند.

### پرفورمنس
اندازه‌گیری توان خروجی یک موتور سوخت بالا به‌طور مستقیم همیشه امکان‌پذیر نیست. برخی از مدل‌ها از حسگر گشتاور استفاده می‌کنند که به عنوان بخشی از سیستم داده RacePak گنجانده شده است. دینامومترهایی که می‌توانند خروجی موتور Top Fuel را اندازه‌گیری کنند وجود دارند. با این حال، محدودیت اصلی این است که یک موتور Top Fuel نمی‌تواند با حداکثر توان خروجی خود برای بیش از ۱۰ ثانیه بدون گرم شدن بیش از حد یا احتمالاً تخریب خود به صورت انفجاری کار کند. ایجاد چنین سطوح توان بالایی از چنین جابجایی نسبتاً محدودی نتیجه استفاده از سطوح بوست بسیار بالا و کارکردن در دورهای بسیار بالا است. هر دوی این‌ها به میزان بالایی بر اجزای داخلی فشار وارد می‌کنند، به این معنی که اوج قدرت را فقط می‌توان برای دوره‌های زمانی کوتاه و حتی پس از آن فقط با قربانی کردن عمدی اجزا به‌طور ایمن به دست آورد. توان خروجی موتور نیز بر اساس وزن خودرو و عملکرد آن قابل محاسبه است. توان محاسبه شده این موتورها به احتمال زیاد بین ۸٬۵۰۰ و ۱۰٬۰۰۰ اسب بخار (۶٬۳۳۸٫۴۵ و ۷٬۴۵۷٫۰۰ کیلووات) است. که تقریباً دو برابر موتورهای نصب شده بر روی برخی لوکوموتیوهای دیزلی مدرن است.
در اواخر سال ۲۰۱۵، آزمایش‌ها با استفاده از سنسورهای توسعه‌یافته توسط AVL Racing، اوج قدرت بیش از ۱۱٬۰۰۰ اسب بخار (۸٬۲۰۲٫۷۰ کیلووات) را نشان داد.
از ابتدا تا انتهای مسابقه موتور ۲۴۰ دور خواهد چرخید. موتور از جمله راه‌اندازی، فرسودگی، صحنه‌سازی و مسابقه، قبل از بازسازی باید فقط ۵۰۰ دور دوام بیاورد.

### وزن موتور
- بلوک با آستر ۱۸۷ پوند (۸۴٫۸۲۲ کیلوگرم)
- سر ۴۰ پوند (۱۸٫۱۴۴ کیلوگرم) هر کدام
- میل لنگ ۸۱٫۵ پوند (۳۶٫۹۶۸ کیلوگرم)
- موتور کامل ۴۹۶ پوند (۲۲۴٫۹۸۲ کیلوگرم)

## تجهیزات ایمنی اجباری
بسیاری از مسابقات درگ سازمان‌یافته توسط انجمن ملی هات راد تأیید شده است.
تجهیزات ایمنی معمولی برای کشنده‌های سوخت مدرن: کلاه ایمنی تمام رخ با دستگاه‌های HANS نصب شده. مهار ایمنی چند نقطه‌ای، رهاسازی سریع؛ لباس آتش تمام بدن ساخته‌شده از Nomex یا مواد مشابه، کامل با ماسک صورت، دستکش، جوراب، کفش، و چکمه‌های بیرونی جوراب مانند، همه از مواد مقاوم در برابر آتش. کپسول‌های آتش‌نشانی روی کشتی؛ کولار یا سایر پتوهای مصنوعی «ضد گلوله» در اطراف مجموعه‌های سوپرشارژر و کلاچ برای اینکه در صورت خرابی یا انفجار قطعات شکسته را در خود جای دهند. مخزن سوخت، خطوط و اتصالات مقاوم در برابر آسیب؛ سوخت و خاموش کننده‌های قابل دسترسی خارجی (ساخته شده برای دسترسی کارکنان امداد و نجات)؛ چترهای ترمزگیری؛ و مجموعه‌ای از تجهیزات دیگر که همه با بالاترین استانداردهای ساخت ساخته شده‌اند. هر پیشرفت یا اختراعی که احتمالاً به ایمنی راننده، کارکنان و تماشاگران کمک می‌کند، احتمالاً به عنوان یک قانون اجباری برای رقابت پذیرفته می‌شود. تاریخ ۵۴ ساله NHRA صدها نمونه از ارتقاء ایمنی را ارائه کرده است.
در سال ۲۰۰۰، NHRA دستور داد حداکثر غلظت نیترومتان در سوخت خودرو بیش از ۹۰ درصد نباشد. در پی یک حادثه مرگبار در راه‌آهن بین‌المللی گیت وی در سال ۲۰۰۴، که شامل مسابقه دارل راسل بود، نسبت سوخت به ۸۵ درصد کاهش یافت. با این حال، شکایات تیم‌ها در رابطه با هزینه، منجر به لغو این قانون از سال ۲۰۰۸ شده است، زمانی که مخلوط سوخت به ۹۰ درصد بازمی‌گردد، زیرا مالکان تیم NHRA، روسای خدمه و تامین‌کنندگان از خرابی‌های مکانیکی شکایت کردند که می‌تواند منجر به ریزش روغن شود. تصادفات شدیدتر ناشی از کاهش مخلوط نیترومتان. آن‌ها همچنین قفس‌های بسته‌بندی شده را اجباری کردند.
NHRA همچنین دستور داده است که از لاستیک‌های عقب مختلف برای کاهش خرابی استفاده شود و یک «سپر» تیتانیومی در اطراف نیمه پشتی رول کیج وصل شود تا از ورود هر گونه زباله به کابین خلبان جلوگیری شود. این نیز نتیجه تصادف مرگبار در راه‌آهن بین‌المللی گیت وی بود. فشار تایر عقب نیز به شدت توسط گودیر تایر به نمایندگی از NHRA در ۷ پوند بر اینچ مربع (۴۸ کیلوپاسکال) تنظیم می‌شود. حداقل مطلق فشار مجاز.

## بیشترین برد NHRA Top Fuel
| راننده               | برنده می‌شود |
| -------------------- | ----------- |
| تونی شوماخر          | ۸۶          |
| لری دیکسون           | ۶۲          |
| آنترون براون         | ۵۵          |
| استیو تورنس          | ۵۳          |
| جو آماتو             | ۵۲          |
| داگ کالیتا           | ۴۹          |
| کنی برنشتاین         | ۳۹          |
| دون گارلیتز          | ۳۵          |
| کوری مک کلناتان      | ۳۴          |
| گری اسکلزی           | ۲۹          |
| گری بک               | ۱۹          |
| دارل گوین            | ۱۸          |
| براندون برنشتاین     | ۱۸          |
| اسپنسر میسی          | ۱۸          |
| شرلی مولدونی         | ۱۸          |
| اسکات کالیتا         | ۱۷          |
| نیروی بریتنی         | ۱۶          |
| دیک لاهای            | ۱۵          |
| شاون لنگدون          | ۱۵          |
| گری اورمزبی          | ۱۴          |
| دون پرودومه          | ۱۴          |
| ادی هیل              | ۱۳          |
| مایک دان             | ۱۲          |
| مورگان لوکاس         | ۱۲          |
| داگ هربرت            | ۱۰          |
| کانی کالیتا          | ۱۰          |
| ریچی کرامپتون        | ۱۰          |
| لیا پروت             | ۱۰          |
| دل ورشم              | ۸           |
| بیلی تورنس           | ۸           |
| راد فولر             | ۷           |
| مایک سالیناس         | ۷           |
| جاستین اشلی          | ۵           |
| خالد البلوشی         | ۴           |
| دیوید گروبنیچ        | ۴           |
| ملانی تروکسل         | ۴           |
| Clay Millican        | ۳           |
| آستین پراک           | ۳           |
| باب واندرگریف جونیور | ۳           |
| پت داکین             | ۲           |
| تری مک میلن          | ۲           |
| بلیک الکساندر        | ۲           |
| جاش هارت (دورونده)   | ۲           |
| تریپ تاتوم           | ۱           |

- سوخت بالا ANDRA